# Osredek, Šentjur
Osredek je naselje v Občini Šentjur.